# 163街-阿姆斯特丹大道車站
163街-阿姆斯特丹大道車站（英語：163rd Street–Amsterdam Avenue station）是美國紐約地鐵IND第八大道線的一個慢車地鐵站，位於曼哈頓華盛頓高地阿姆斯特丹大道及聖尼古拉斯大道交界，設有C線（任何時候停站（深夜除外））和A線（僅深夜停站）列車服務。

## 歷史
此站在1932年9月10日作為第一條市營地鐵路線IND第八大道線通車而啟用。當時路線來往錢伯斯街至207街。全線工程費用1.912億美元。雖然IRT百老匯-第七大道線已經提供往華盛頓高地的列車服務，但是全新途經聖尼古拉斯大道的第八大道地鐵提供一條額外路線。
在2015－2019年MTA資金計劃，車站根據增進車站倡議進行全面翻新，並關閉幾個月。更新內容包括蜂窩服務、Wi-Fi、USB充電站、互動服務建議和地圖。2017年6月1日一個提出建議重建72街、86街、教堂公園道-110街及163街-阿姆斯特丹大道車站，紐約市運輸及巴士委員會在2017年10月正式推薦MTA批出1.11億美元合約予ECCO III企業。作為翻新的一部分，車站在2018年3月12日關閉，並在2018年9月27日重開。

## 車站結構
| G  | 街道               | 出入口                                                |
| B1 | 夾層               | 閘機、車站詢問處                                      |
| B2 | 側式月台，右側開門 | 側式月台，右側開門                                    |
| B2 | 北行               | 往168街（ 深夜時往英伍德-207街（168街）               |
| B2 | 南行               | 往尤克利德大道（ 深夜時往遠洛克威-莫特大道）（155街） |
| B2 | 側式月台，右側開門 |                                                       |
| B3 | 北行快速           | 不停靠                                                |
| B3 | 南行快速           | 不停靠                                                |

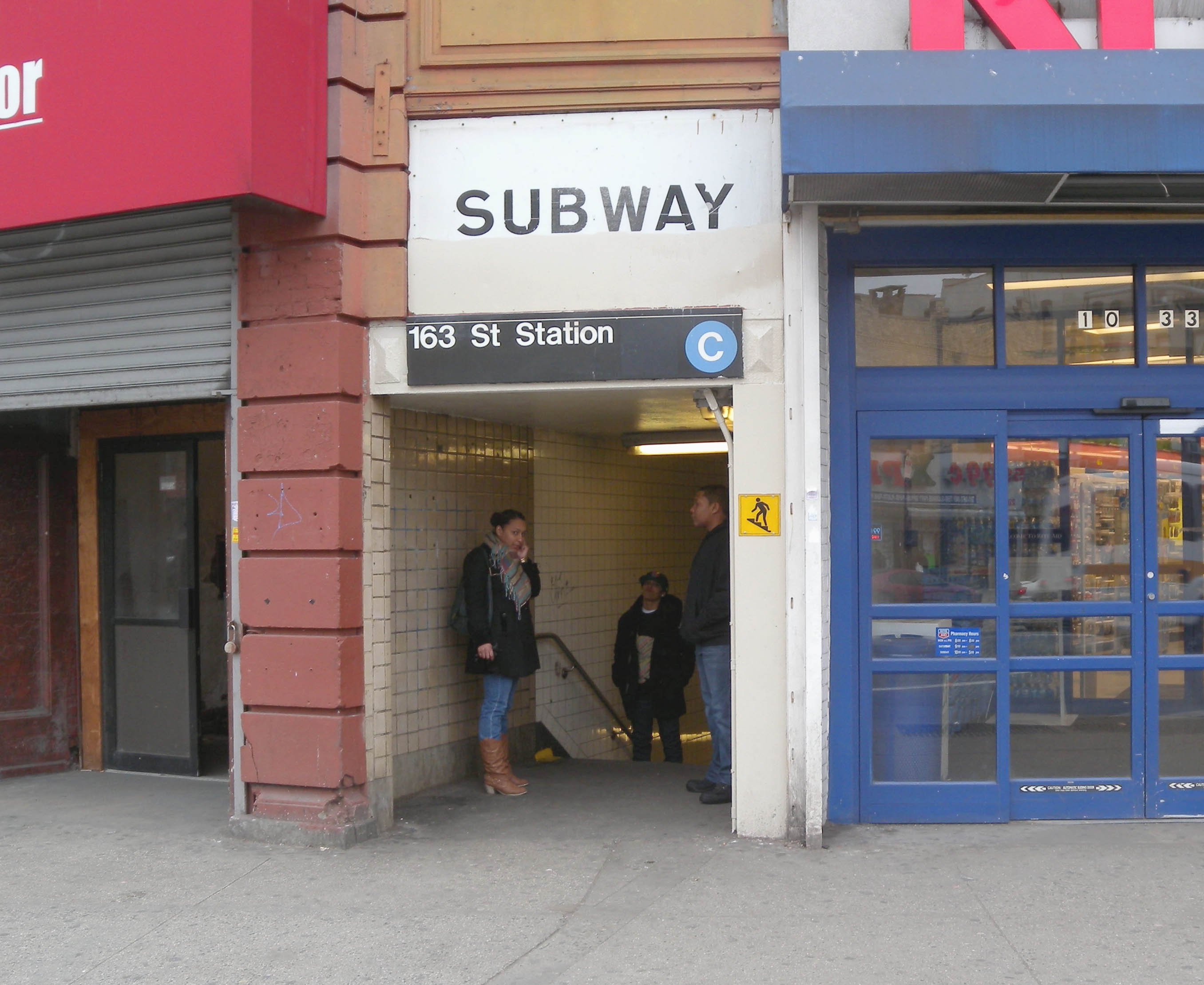
162街入口

此地下車站於1932年9月10日啟用，設有兩個側式月台和兩條慢車軌道。兩條快車軌道日間由A線列車使用，在車站下方通過，月台上不能看見。北面上層慢車軌道成為168街的中央軌道，容許C線列車以此為總站，而下層快車軌道成為外側軌道，繼續前往207街。
兩個月台都有設有白色以san serif字體的站名牌「163街-阿姆斯特丹大道車站」。背景為黃色，帶有黑色邊框。以白色字體顯示的小字「163」和箭頭標誌在特定距離貼在牆上，但各月台都沒有修剪線。黃色工字樑柱遍佈兩個月台，全部都設有標準的黑底白字站名牌。
此站設有全月台長的夾層，由工字樑柱支撐，但只有南半部開放。開放的南半部各月台設有三條樓梯，黑色工字樑柱和兩排閘機，前往夾層中央或最南端。關閉的北半部以牆壁封死，並保留了原先黃色的工字樑柱。月台往這部份的樓梯遭到拆除。
車站翻新前，開放的南半部以兩條黑色鋼製圍欄分為三部分，故此無法乘搭反方向列車。在付費區外設有詢問處。關閉的北半部以閘門阻擋，並設有只出不入的閘機前往中央的付費區，各月台都設有三條有閘的樓梯。
2018年此站的藝術品是「Ciguapa Antellana, me llamo sueño de la madrugada. （比我們更科幻）」，是由Firelei Baez設計的玻璃馬賽克。藝術品包括四部分，兩個位於夾層，各月台亦各有一個。馬賽克包括葉子和藤，以展示喚起Baez的加勒比海祖輩的象徵。

### 出口
開放南半側有三個出口：
- 一條樓梯位於161街和阿姆斯特丹大道東南角。
- 一條樓梯位於161街和聖尼古拉斯大道東北角。
- 一條樓梯建於聖尼古拉斯大道1033號內（位於162街及阿姆斯特丹大道西角），現時是來愛德藥房[16]。

關閉的北半設有三個出口前往163街。其中一個出口因翻新需要拖出碎片而打開，往東南角。其餘兩個前往西南角，完全封閉。

## 外部連結
- nycsubway.org—163rd Street/Amsterdam Avenue: IND 8th Avenue
- Station Reporter – C Train
- The Subway Nut – 163rd Street–Amsterdam Avenue Pictures（页面存档备份，存于）
- 161st Street entrance from Google Maps Street View
- 162nd Street / Amsterdam Avenue entrance from Google Maps Street View
- Platform from Google Maps Street View （页面存档备份，存于）